# So Yesterday
So Yesterday је други званично објављен сингл америчке певачице Хилари Даф. Песма се налази на њеном албуму првенцу . Спот је премијерно приказан у популарној америчкој музичкој емисији Total Request Live. Песма је тада дебитовала на деветом месту и након 27 дана достигла је врх топ-листе. Песма је повучена са листе 8. октобра 2003. године, када је била на другом месту.

## Списак песама
1. - 03:35
2. - 03:21

Аустралијско издање
1. - 03:35
2. - 03:21
3. - 04:16

Аустралијско E.P. издање
1. - 03:35
2. - 04:16
3. - 03:37
4. - 03:21

Британско издање
- CD1

1. - 03:35
2. - 03:25

- CD2

1. - 03:35
2. - 03:21

Европско издање
1. - 03:35